# Landersum

Landersum auf einer Landkarte von 1842

Landersum ist eine westfälische Bauerschaft im nördlichen Münsterland.
Die Bauerschaft, die sich aus Drubbeln und Einzelgehöften zusammensetzt, gehört zur Gemeinde Neuenkirchen im Kreis Steinfurt.

## Lage

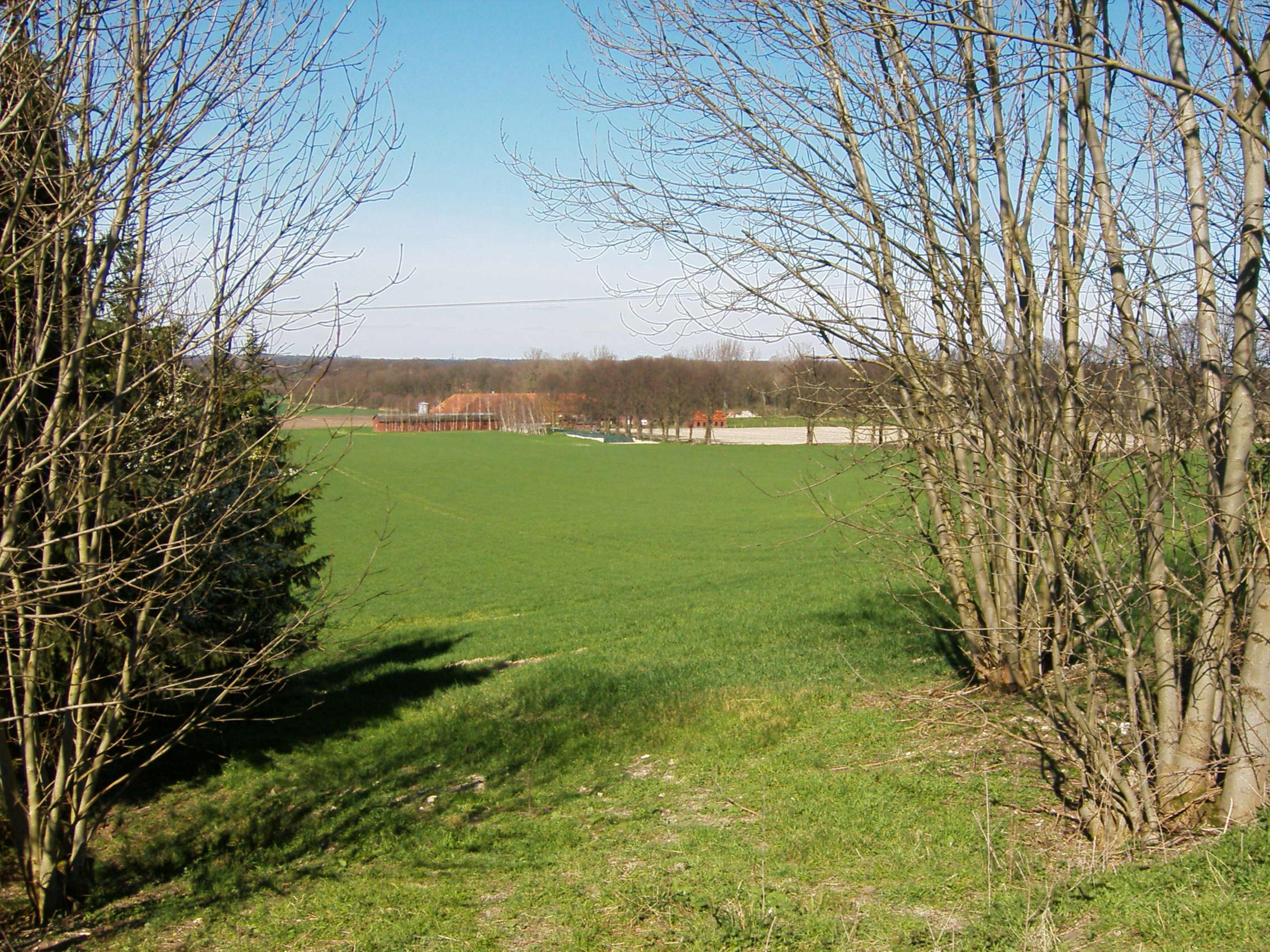
Bauernhof in Landersum

Landersum liegt nördlich des Thieberg und grenzt im Norden an die niedersächsische Gemeinde Salzbergen. Im Osten schließen sich der Rheiner Ortsteil Wadelheim und die Neuenkirchener Bauerschaft Sutrum-Harum an. Im Westen befindet sich Offlum und die Wettringer Bauerschaft Haddorf.

## Geschichte
Die erste Beurkundung der Bauerschaft stammt wohl aus dem Jahr 1022 n. Chr. Damals wurde sie „Landrikashem“ genannt. Im Laufe der Jahrhunderte kamen noch weitere Schreibweisen vor:
„Landerikeshem, Landerkeshem, Landershem, Landerixsem, Landrekeshem, Landerikeshem und Landrecshem“. Nach Urkunden aus dem 13. und 14. Jahrhundert ist auch ein Rittergeschlecht „von Landerkeshem“ bekannt, wovon einige Ritter im Dienst der Bischöfe von Münster standen. Im 18. und 19. Jahrhundert setzte sich der heutige Name „Landersum“ durch.
Der Name bedeutet nach Wilhelm Fangmeyer: „Siedlung eines Mannes mit dem Namen Landrik“.

## Schule
Von etwa 1780 bis 1968 gab es in Landersum eine Schule mit zeitweise fast 100 Schülern in einer Unter- und einer Oberklasse. Ab 1951 wurde in der Schule auch wöchentlich eine Schulmesse gefeiert.

## Antekoje
Die so genannte Antekoje war eine künstliche Gewässeranlage im Norden von Landersum, die dem Wildentenfang diente. Die Anlage nach holländischem Vorbild wurde wahrscheinlich gegen Ende des 17. Jahrhunderts vom Baron von Twickel erbaut und bis Ende der 1860er Jahre betrieben. Heute ist das Gelände wieder aufgefüllt und wird als Acker und Grünland genutzt, lediglich auf Luftbildern sind die rechteckigen Umrisse der Anlage noch schwach zu erkennen.